# Route nationale 743
Die Route nationale 743, kurz N 743 oder RN 743, war eine französische Nationalstraße, die von 1933 bis 1973 zwischen Parthenay und Niort verlief. Ihre Länge betrug 41 Kilometer. Sie bildete eine Alternative zur Nationalstraße 138, die nach Saint-Maixent-l’École und ab dort bis Niort gemeinsam auf dem Streckenverlauf der Nationalstraße 11 mitlief.